# الفخذة (نجم)
نجم الفخذة أو فَخِذُ الدُّبِّ أو «غاما الدب الأكبر» هو سادس ألمع نجوم كوكبة الدب الأكبر وواحد من نجوم «بنات نعش الكبرى» السبعة. وهو جزء من مجموعة الدب الأكبر المتحركة وهي مجموعة من النجوم تتحرك بسبب أنها كانت ضمن عنقود نجمي مفتوح يتفكك الآن. قدره الظاهري 2,4 تقريباً ويبعد 84 سنة ضوئية عنا. كتلته تعادل 2,7 كتلة شمسية ونصف قطره 3 نصف قطر شمسي. وتبلغ حرارته 9500 كلفن وسطوعه 72 سطوع شمسي.